# 直隷
直隷（ちょくれい、直隷省とも）は明代から清代にかけて、黄河下流の北部地域を指した行政区画。

## 概要
清代の直隷は現在の河北省の地域にほぼ該当する（厳密には直轄市となっている北京・天津は河北省から外れており、もとは内モンゴル（熱河省）の熱河周辺が河北省に編入されている）。
「直隷」という字面の通り、「中華皇帝のおひざもと」の地域をいう。元々は明初期に首都とされた応天府（南京）周辺を直隷と呼んでいた。しかし永楽帝が北平府（北京）を根拠として簒奪を行い（靖難の変）、首都を北京に移したことで北京周辺（現在の河北省）は北直隷と呼ばれ、南京周辺は南直隷（現在の江蘇省・安徽省）と呼ばれるようになった。
その次の清は北京に都を置くとともに北直隷のみを存続させて直隷総督（Jyli uheri kadalara amban）を任命した。直隷総督は首都を総括する地方長官ということもあり、地方官で最も地位の高いものとされた（清末の光緒33年（1907年）に設置された東三省総督は直隷総督と同地位とみなされた）一方、南直隷は廃止されて江蘇・安徽の両省に分割された。民国17年（1928年）に中華民国が北京から南京に首都を変更したときに、河北省と変更され、地域の多少の異動を含みつつ現代に至っている。